# 포도주 발효
포도주 발효(葡萄酒醱酵, 영어: fermentation in winemaking)에 대한 문서이다.

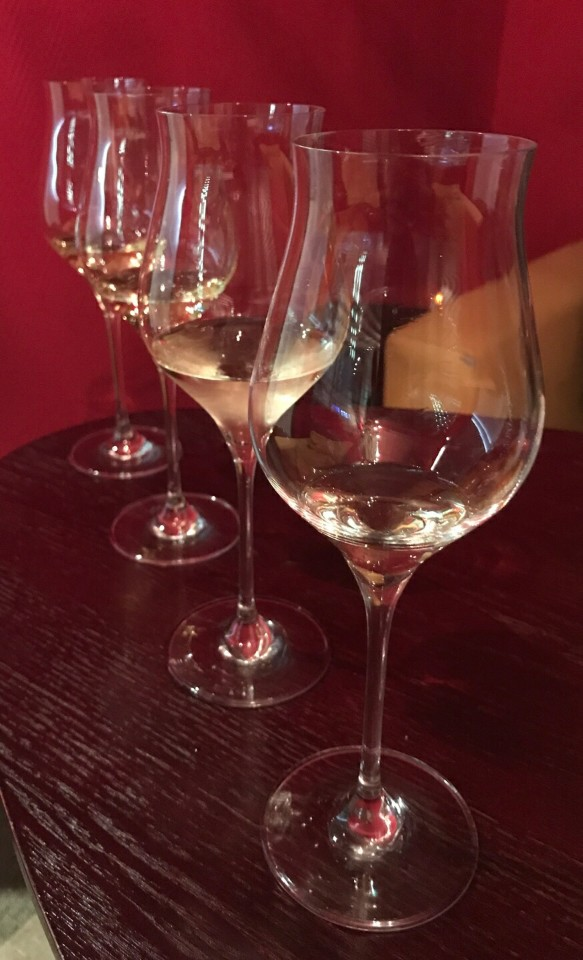
리즐링 포도주

포도주 양조 과정에서 발효라 함은 포도 과즙의 당분을 알코올성 음료로 전환시키는 것을 의미한다. 발효 시에 과즙 속의 당분은 효모에 의해 에탄올과 부산물인 이산화탄소로 전환되게 된다. 이 때 발효 온도와 속도, 초기단계의 산소 농도 등은 발효에 영향을 미치는 중요한 인지이다. 양조 과정에서는 스턱현상 (Stuck fermentation; 효모의 생육에 필요한 영향성분이 부족해 발효가 중간에 멈추거나 서서히 진행하는 현상)이나 기타 부주의에 의해 다양한 문제가 발생할 수 있다. 발효는 리즐링과 같은 백포도주 발효 때 주로 사용되는 스테인리스 발효조, 혹은 오크통, 그리고 스파클링 포도주의 경우 포도주 병 속에서도 일어난다. 발효과정에서 생성되는 에탄올은 물에 용해되지 않는 포도 껍질 속 색소나 기타 아로마와 같은 비극성 물질에 대한 용해제로 작용한다. 포도주의 에탄올과 산 성분은 박테리아의 성장을 방지하여 포도주의 천연 방부제 역할을 한다. 산소는 양조에서 필수불가결한 요소이나, 지나치게 산화될 경우 알코올 함량이 부족해지는 문제가 발생하기 때문에 적절한 양을 공급하는 것이 중요하다.

## 역사
아주 오랜 과거에 최초의 자연 발효 현상을 인간이 발견하였을 것이라고 추측된다. 양조에 있어서 ‘발효’라는 단어는 ‘비등’이라는 단어의 부연 설명 시 최초로 사용된 것으로 보인다. 19세기 중반 루이스 파스퇴르(Louis Pasteur; 프랑스의 화학자, 미생물학자)가 효모가 발효 과정의 촉매제이자 반응제 역할을 한다는 것을 밝혀내었다. 이후 20세기 초기 엠덴-마이어호프-파르나스 경로(Embden–Meyerhof–Parnas pathway; 생물의 세포 내에서 혐기적 당 대사의 가장 보편적인 경로)에 의해 당분이 에탄올로 변화하는 복잡한 과정에 대해 더욱 심도 있게 이해할 수 있게 되었다.

## 과정

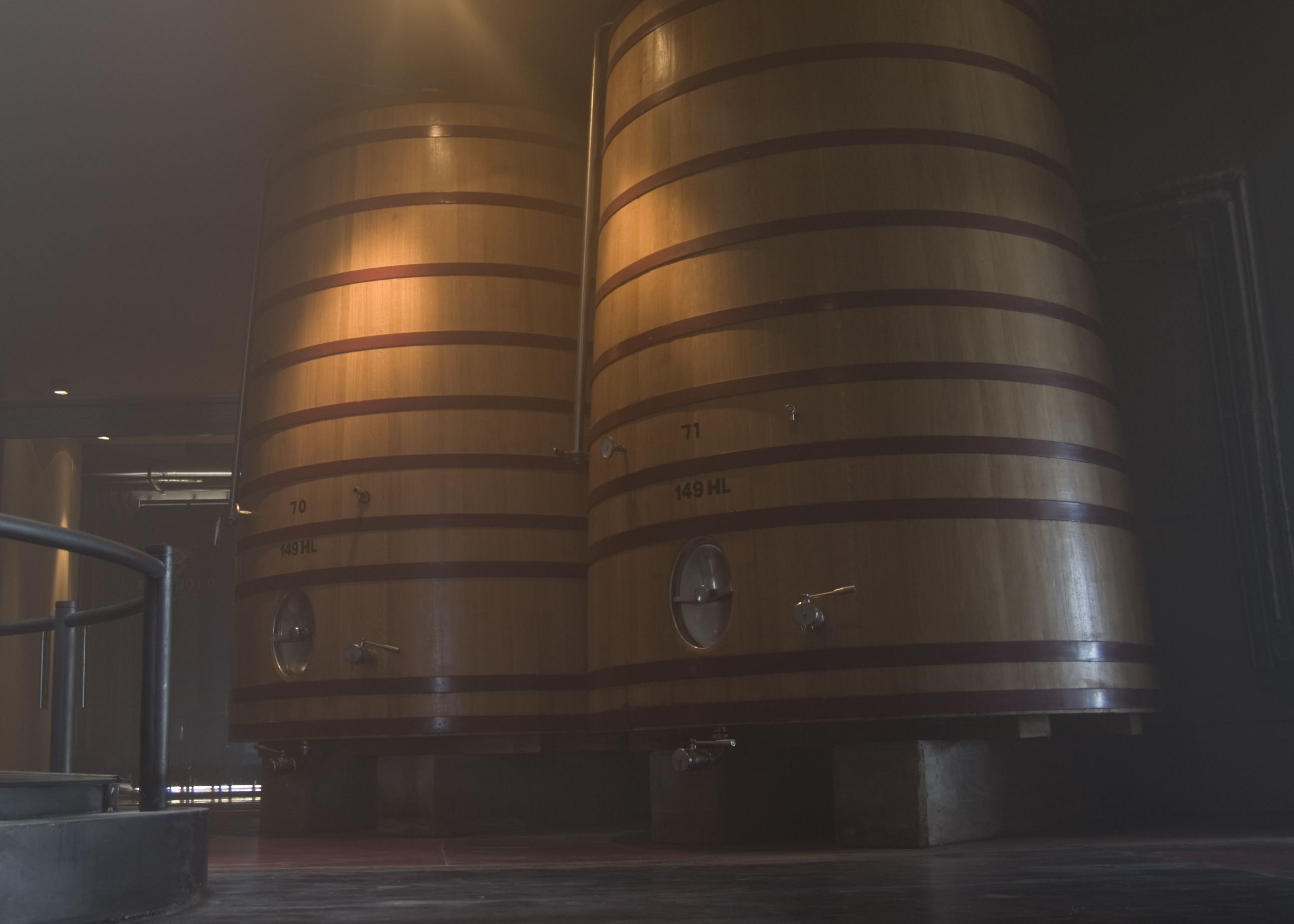
오크통 발효조

### 효모의 종류
양조에서 발효란 외기성 효모(포도밭이나 포도 자체에 있는 효모)와 배양된 효모(양조에 사용되기 위해 재배되고 분리된 효모) 두 가지에 의해서 발생된다.

#### 외기성 효모(야생효모)
양조에 사용되는 야생 효모의 종류에는 Candida, Klöckera/Hanseniaspora, Metschnikowiaceae, Pichia, 그리고 Zygosaccharomyces 등이 있다. 야생 효모의 경우 고품질에 매우 특별한 맛을 내는 포도주를 만들어 낼 수 있지만, 또한 예측 불가능한 특성을 부여할 수도 있고 심한 경우 포도주가 상해버릴 수도 있다. 전통적으로 유럽의 포도주 생산자들은 외기성 효모를 사용하는 것을 선호하였는데, 이것이 해당 지역의 ‘떼루아’를 잘 표현해준다고 생각했기 때문이다.

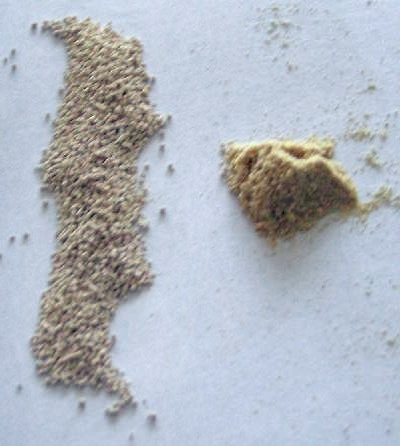
드라이 효모

#### 배양된 효모(드라이 효모)
하지만 오늘날의 많은 포도주 양조자들은 배양된 효모를 사용하여 일정한 품질의 포도주를 만들어내는 것을 선호한다. 배양된 효모는 대체적으로 Saccharomyces cerevisiae 속의 종에 속하며, ‘당분 효모’라고도 알려져 있다. 해당 속에 속하는 수백개 이상 계통의 효모가 있으며, 이는 발효과정에서 열을 냄으로써 포도주의 특정 맛이나 특성을 강화시키거나 억제시킨다. 다양한 계통의 효모를 사용하면, 동일한 종류의 포도를 사용하더라고 포도주에 다양한 특성을 부여할 수 있다. 반면, 최근에는 Saccharomyces cerevisiae 속에 속하지 않는 효모가 첨가되어 포도주에 다양한 맛과 향을 입히기도 한다. 양조장이 운영된지 몇 년이 흐르면, 점차 적은 계통의 효모가 발효과정에 활발한 영향을 미치게 된다. 건조된 효모를 사용하여 발효시킬 경우, 자연적으로 존재하는 효모에 의한 연쇄적 발효에 비해 적은 계통의 효모만으로도 만족할 만한 결과물을 만들어낼 수 있다.
보통 배양된 효모의 경우 건조되어 비활성화된 상태로 있다가, 따뜻한 물이나 포도 과즙과 만나면 활성 상태가 된다. 발효 과정이 촉진되기 위해서 지속적으로 탄소, 질소, 황, 인산염과 다양한 미타민, 그리고 미네랄이 공급되어야 한다. 일반적인 경우 이러한 물질들은 포도 과즙 자체에 있지만 효모의 발효 과정을 조금 더 활성화하기 위해 인위적으로 첨가될 수도 있다. 최근에는 시간에 따라 해당 물질들을 순차적으로 첨가하여 효모에게 가장 적절한 환경을 조성해주는 방식이 도입되고 있다.

### 인산염의 역할
인산염은 6탄당의 분자에 결합하여 이를 3탄당으로 쪼개는 역할을 하며, 이후 전위반응 (rearrangement reaction; 유기화합물의 한 분자 내에서 2개의 원자 또는 원자단지 위치를 교환하는 반응)이 연쇄적으로 일어나게 된다. 이때 이산화탄소가 생성되면서 카르복시기를 가진 탄소 분자가 방출되고, 남은 것들은 아세트알데히드가 된다. 산소가 없는 혐기성 발효 과정에서 아세트알데히드는 환원에 의해 에탄올로 전환된다. 이 때 매우 적은 양의 아세트알데히드는 산소와 반응하여 아세트산이 되는데, 산소가 지나치게 많을 경우 과한 산화 과정을 거쳐 양조가 실패하게 된다. 효모가 인생 한 과정을 다 거친 후에는 양조 탱크의 바닥에 침전물의 형태로 가라않게 된다. 또한 효모는 과즙 속의 모든 당분이 다른 화학물질로 전환되거나, 알코올 함량이 부피 당 15%에 도달할 때 활동을 중지하는데, 이는 지나치게 높은 함량의 알코올이 효모의 효소 활동을 중지시키기 때문이다.

## 발효 과정의 기타 물질들
아미노산의 물질대사와 효모에 의해 당분이 분해되는 과정에서 포도주의 맛과 아로마에 영향을 미치는 기타 생화학적 물질들이 생성된다. 이러한 물질은 알데히드, 에틸아세테이트, 에스테르, 지방산, 황화수소, 케톤, 그리고 메르캅탄과 같은 ‘휘발성’과, 글리세롤, 아세트산, 숙신산과 같은 ‘비휘발성’으로 분류될 수 있다. 효모는 또한 발효과정에서 글리코사이드하이드로레이즈, 벤젠유도체, 모노테르펜, 그리고 페놀 등과 같은 물질을 생성하기도 한다.
메탄올의 경우 포도주의 주요 구성 성분은 아니며 리터 당 약 0.1~0.2g 이 포함되어 있다. 이는 매우 미량이기 때문에 인간의 신체에 해로운 영향을 미치지는 않는다.

## 양조 시 고려 사항

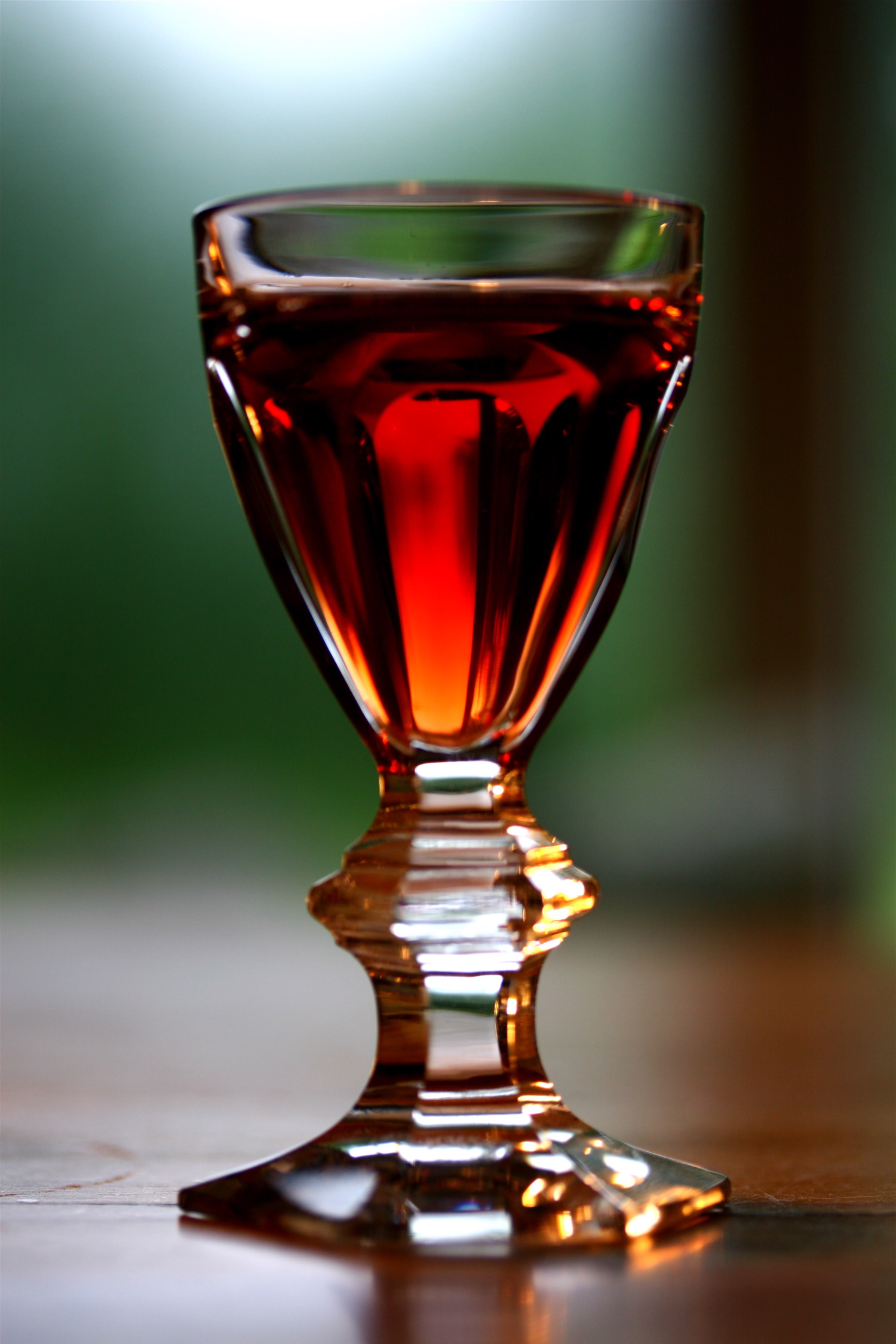
Port wine(강화 포도주)

### 온도
발효과정에서 가장 주요하게 고려되어야 할 것은 어느 정도의 온도에서, 어떤 계통의 효모를 이용하여 당분을 에탄올로 전환하는가이다. 발효의 생화학적 과정 자체에서 많은 열이 발생하게 되어 양조에 적합한 온도까지 상승할 수 있다. 일반적으로 백포도주의 경우 약 18-20 °C (64-68 °F) 정도에서 발효되는데, 양조자가 포도주에 보다 다른 특성을 부여하길 원할 경우 상대적으로 높은 온도에서 발효시킬 수도 있다. 적포도주의 경우 최대 29 °C (85 °F) 정도의 온도에서 발효가 된다. 더 높은 온도에서 발효가 일어날 경우 효모가 오히려 비활성 상태가 되고, 포도주의 향과 맛이 증발해버리는 부작용이 있다. 특정 양조자들은 과일 향을 극대화하기 위해 상대적으로 더 낮은 온도에서 포도주를 발효시킨다.
발효과정에서 발생하는 열을 조절하기 위해 양조자들은 적절한 크기의 발효조를 선택하거나 냉동기를 사용해야 한다. 과거 보르도 지방에서 발효조 위에 얼음을 올려놓았던 원초적인 방법에서부터, 발효조 자체에 냉각링을 부착하는 보다 정교한 방식까지 다양한 방식이 있다.

### 기타첨가물

이산화황 구조

발효과정에서의 다른 위험 요소는 불필요한 화학물질들이 잔류하고 포도주가 상하게 되는 것인데, 이는 이산화황을 첨가함으로서 일부 개선될 수 있다. 하지만 동시에 지나치게 많은 양의 이산화황은 양조 과정에서의 실패로 간주된다. 상대적으로 고당도의 포도주를 만들어내기를 희망하는 양조자의 경우 초기 단계에서 온도를 떨어뜨려 효모의 작용을 둔화시키거나 브랜디와 같은 고농도 알코올을 첨가하여 효모를 죽이는 ‘강화 포도주’을 만들 수도 있다.

## 발효의 기타 종류
양조에서 ‘발효’로 구분될 수 있는 다양한 과정들이 있다.

### 병 속의 발효

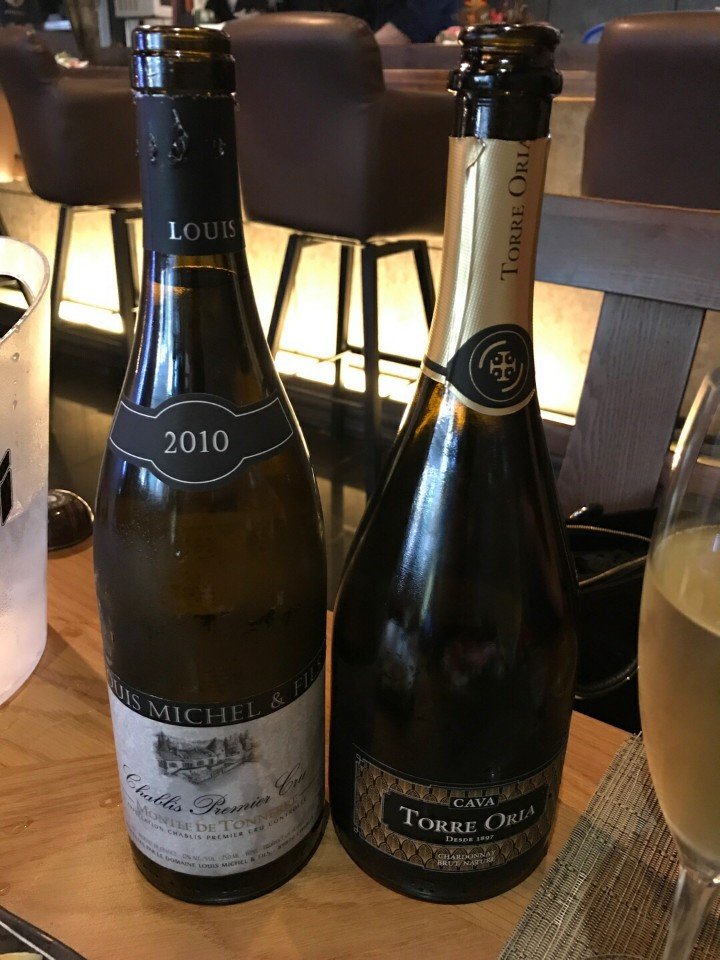
(우) 스테인리스 발효만 한 샤르도네 포도주
(좌) 스파클링 포도주 / 스페인산

병 속에서 일어나는 발효는 스파클링 포도주를 생산할 때 사용되는 것으로, 샹파뉴 지역에서 최초로 도입되었다. 일차 효모 발효가 끝난 후의 포도주를 병에 넣은 후 효모를 첨가하여 남은 당분을 병 속에서 2차 발효시키는 것이다. 이 과정에서 생성되는 이산화탄소가 포도주에 녹아들어, 우리가 흔히 아는 스파클링 포도주가 된다.

### 탄산가스침용
탄산가스침용(Carbonic Maceeration)이란 포도알 발효(Whole grape fermentation)이라고 알려져 있다. 효모를 첨가하는 대신 포도알 자체의 알갱이 내부에서 발효가 일어나도록 하는 것인데, 포도송이 전체를 밀폐된 발효조에 넣은 후 산소를 제거하고 이산화탄소를 주입해준다. 당분을 알코올로 전환시키기 위해 효모를 투입하는 일반적인 발효 과정과 달리, 탄산가스침용 방식의 경우 포도 내부, 세포 단위에 있는 효소에 의해 에탄올과 다른 화학물질들이 생성된다. 이는 주로 프랑스 보졸레 및 코트 드 론 지역에서 사용되는 방식으로, 특히 타닌 함량이 높은 품종의 포도로 타닌 함량이 낮은 과일향의 포도주를 만드는데 적합한 방식이다.

### 유산 발효
유산 발효의 경우 효모가 아닌 박테리아가 말산을 유산으로 변화시키는 역할을 한다. 이 경우 포도주의 산미가 감소되면서 더 부드러운 맛을 내게 된다. 이 때 크림처럼 부드러운 질감이 더해지고 버터와 같은 고소한 풍미도 생겨나게 된다. 대부분의 적포도주는 유산 발효를 거치며, 백포도주의 경우 양조자의 스타일에 따라 선택적으로 사용되는 방법이다. 포도주 양조자의 스타일에 따라 유산 발효는 효모 발효와 동시에 진행될 수도 있다.
하지만 과하게 유산발효를 할 경우 꽃향과 시트러스류의 풍미가 사라지기 때문에, 품종 고유의 향이 강하지 않은 샤르도네가 보통 유산발효를 거치는 품종으로 알려져 있다.
Note) 꼭 박테리가아 아니더라도 또한 특정 계통의 효모들은 발효과정에서 L-말산염을 L-유산염으로 변화시킬 수 있다.